# غيدا فخري
غيدا فخري هي مذيعة لبنانية بقناة الجزيرة الإنجليزية. عملت قبل ذلك مديرة لمكتب قناة الجزيرة في نيويورك وقبل ذلك صحفية بجريدة الشرق الأوسط في لندن. أذاعت الأخبار من مكتب الجزيرة الإنجليزية في واشنطن وقدمت برنامج «ويتنس» في نفس القناة.

## النشأة والمسيرة
ولدت في بيروت وانضمت لقناة الجزيرة الإنجليزية منذ افتتاحها